# Ana Villa
Ana Villa (Oviedo, 1973) es una actriz española.

## Biografía
Ana Villa nació en Asturias en 1973. Encaminada en un primer momento hacia Psicología, llegó a matricularse en esa carrera universitaria. Durante esos años le ofrecieron un trabajo de pedagoga; cuando la hicieron fija al cabo de un tiempo, le preguntaron si se veía sentada en un despacho toda la vida. Ana contestó "no" y cursó Arte Dramático en Madrid.
En 1997 realizó una aparición en televisión en el capítulo quince de la primera temporada de la serie Más que amigos.
En 1999 consiguió un papel de periodista audiovisual en la película Pídele cuentas al rey. A este título le siguió Juana la Loca, donde interpreta a la cortesana Ana Sáez de Torrijos, a quien la reina la obliga a mostrar su letra, para así reconocer la escritura de la amante de su marido Felipe el Hermoso. Al año siguiente en 2002 formó parte del elenco de El viaje de Carol, donde interpretó a una sirvienta de la protagonista, una niña huérfana de padre, cuyo padre brigadista era perseguido en la guerra civil española.
En televisión Ana Villa consiguió trabajos esporádicos en El Comisario y en Hospital Central, donde interpretaba a Elvira, una mujer que aspira a un ascenso mientras su jefe Felipe (Tomás Calleja) sufría un infarto, en tanto el amante masculino de este (rival suyo en el terreno laboral) sufría una cornada de una vaquilla en una corrida. Al año siguiente la hicieron fija en Capital, serie para canales autonómicos sobre el mundo laboral madrileño, donde encarnó a Pepa. En 2005 Elena Arnao le dio un papel en Aquí no hay quien viva, y se puso en la piel de María, una guardia civil que mantenía una relación clandestina con un inmigrante ilegal de raza negra, relación que ocultaba a su padre racista, el cual fallecía de un infarto al enterarse de la noticia.
En 2006 consiguió un papel fijo para la serie ambientada en la dictadura franquista Amar en tiempos revueltos, a cuyas pruebas se presentó vestida como una mujer de los años cuarenta. En ella Ana Villa interpretó a Sole, una fotógrafa huérfana que pierde en circunstancias misteriosas a su hermano Fermín (Óscar Velado) mientras este luchaba por sacar de la cárcel a su amigo Marcos (Manu Fullola). Gracias al apoyo de sus amigos Marcelino (Manuel Baqueiro), Luisa (Elena Seguí), Manolita (Itziar Miranda), Sole sale adelante, compaginando su trabajo en la tienda con la educación de los niños pobres en una parroquia, de cuyo coadjutor, el padre Ángel: (Marco Martínez) se enamora, sentimiento correspondido y llegan a consumar. Mientras proseguía la filmación, Ana Villa acudió a algunos actos como la presentación de la novela Azucena de noche, escrita por uno de los guionistas habituales de Amar en tiempos revueltos, Adolfo Puerta.
Mientras grababa la serie, Ana Villa seguía cursando tercero de Psicología y apoyando a una organización contra la violencia de género que la hizo viajar a Palestina. Al regreso de su viaje declaró que «los israelíes viven en un Estado opresivo que marca la pauta. Son chicos muy jóvenes obligados a ir al Ejército» y que también creía que «los palestinos están demasiado acostumbrados a la violencia».
En otoño retomó la grabación de la tercera temporada de Amar en tiempos revueltos, la cual iniciaba su andadura con Sole embarazada de Ángel y rechazada por toda la comunidad, lo cual la lleva a la ruina económica. Continuó en la serie hasta el final de la cuarta temporada. El 19 de enero de 2008 recibe una candidatura a los Premios de la Unión de Actores por su papel en ella.
En 2012 interviene en una adaptación de la obra de Shakespeare Hamlet, bajo dirección del británico Will Keen.
En el año 2015 pasa a formar parte del elenco de la versión teatral de la película El discurso del rey, en la que encarna a Isabel Bowes-Lyon, la esposa de Jorge VI del Reino Unido, en un matrimonio del que nacerá la actual reina Isabel II de Inglaterra. Dicha labor fue recompensada con el premio Unión de Actores en la categoría de mejor actriz secundaria de teatro 2016
Ana Villa recibió en marzo de 2008 el Premio del Círculo de Actores por su papel de Sole en Amar en tiempos revueltos.

## Filmografía

### Películas
| Año  | Largometraje            | Personaje            |
| ---- | ----------------------- | -------------------- |
| 2013 | Nena, salúdame al Diego | Silvia               |
| 1999 | Pídele cuentas al rey   | Periodista           |
| 2001 | Juana la Loca           | Ana Sáez de Torrijos |
| 2002 | El viaje de Carol       | Chana                |
| 2023 | Infiesto                | Julia                |

### Televisión
| Año               | Título                    | Cadena      | Papel                        | Episodios       |
| ----------------- | ------------------------- | ----------- | ---------------------------- | --------------- |
| 1997              | Más que amigos            | Telecinco   |                              | 1 episodio      |
| 2000 - 2001       | Robles, investigador      | La 1        | Chon                         | 13 episodios    |
| 2004              | El comisario              | Telecinco   | Aurora                       | 1 episodio      |
| 2005              | Hospital Central          | Telecinco   | Elvira                       | 2 episodios     |
| 2005              | Aquí no hay quien viva    | Antena 3    | María                        | 1 episodio      |
| 2006 - 2010       | Amar en tiempos revueltos | La 1        | Soledad "Sole" Gálvez Prieto | 641 episodios   |
| 2011; 2018 - 2019 | 14 de abril. La República | La 1        | María del Pilar              | 25 episodios    |
| 2013 - 2014       | Amar es para siempre      | Antena 3    | Soledad "Sole" Gálvez Prieto | 31 episodios    |
| 2014              | Los misterios de Laura    | La 1        | Ana Torzal                   | 1 episodio      |
| 2014              | Cuéntame cómo pasó        | La 1        | Berta                        | 1 episodio      |
| 2016 - 2019       | Centro médico             | La 1        | Lucía Velázquez              | 1.089 episodios |
| 2020              | HIT                       | La 1        | Antonia                      | 6 episodios     |
| 2020 - 2021       | El Cid                    | Prime Video | Cristina                     | 2 episodios     |
| 2021              | Valeria                   | Netflix     | Responsable del bingo        | 1 episodio      |
| 2022              | Alma                      | Netflix     |                              | 4 episodios     |
| 2023              | El silencio               | Netflix     |                              | 2 episodios     |
| 2023              | Memento Mori              | Prime Video | Lorín                        | 6 episodios     |
| 2023              | Vestidas de azul          | Atresplayer | Asunción                     | 1 episodio      |

## Teatro
- La madre que me parió (2017)
- El coronel no tiene quien le escriba (2021)

## Premios
- Mejor actriz de reparto en la Unión de Actores (2007).
- Mejor actriz secundaria en teatro en la Unión de Actores (2016).